# Leporacanthicus galaxias
Leporacanthicus galaxias — вид риб з роду Leporacanthicus родини Лорікарієві ряду сомоподібні.

## Опис
Загальна довжина сягає 21,1 см. Спостерігається статевий диморфізм: самці дещо більші самиць, зокрема ширше голова й довший спинний плавець. Голова доволі широка й видовжена в області морди, у самців з дрібними одонтодами (шкіряними зубчиками) з боків. Очі дуже великі. Рот помірно великий у вигляд присоски з 2 рядками зубів. Тулуб кремезний, витягнутий, вкритий рядками кісткових пластинок, окрім черева. Черево самиць більш округле. Спинний плавець помірно великий, часто притиснутий до тіла. Грудні плавці широкі. У самців на першому промені цих плавців є довгі одонтоди. Жировий плавець маленький. Анальний плавець довгий, за розміром дещо більше за жировий. Хвостовий плавець широкий, прямий, усічений.
Забарвлення чорне з численними дрібними плямочками брудно-білого кольору. У мальків кількість плям значно менша, проте вони більше за розміром і мають рожевий або помаранчевий колір.

## Спосіб життя
Є демерсальною рибою. Воліє до прозорої і чистої води. Зустрічається в річках з середньою течією. Вдень ховається під корчами. Активний вночі. Живиться дрібними безхребетними (насамперед равликами), невеличкою рибою, вкрай рідко водоростями.

## Розповсюдження
Мешкає у басейні річки Амазонка, річках Мадейра, Токантінс, Вентуарі, Гуама.